# Ochna oxyphylla
Ochna oxyphylla är en tvåhjärtbladig växtart som beskrevs av N. Robson. Ochna oxyphylla ingår i släktet Ochna och familjen Ochnaceae. Inga underarter finns listade i Catalogue of Life.